# Segunda Asturfútbol
La Segunda Asturfútbol o 2ª Asturfútbol constituye el séptimo nivel de competición del sistema de ligas de fútbol de España y es la segunda categoría regional en la comunidad autónoma del Principado de Asturias. Es la categoría inmediatamente inferior a la Primera Asturfútbol e inmediatamente superior a la Tercera Asturfútbol. Es una categoría amateur organizada por la Real Federación de Fútbol del Principado de Asturias. 

## Sistema de competición
Consta de dos grupos, con 18 equipos cada uno. Ascienden tres equipos, los primeros clasificados de cada grupo suben directamente a la Primera Asturfútbol. Más el equipo vencedor de las tres eliminatorias que disputarán los clasificados del segundo al quinto puesto (ocho) que se enfrentarán a doble partido, disputándose el primer encuentro en casa del peor clasificado en la fase regular. 
Los tres últimos de cada grupo descienden a Tercera Asturfútbol, aunque este número puede variar en función de los ascensos y descensos que se produzcan de los clubes asturianos en Segunda Federación.
Título: El título de Campeón de la 2.ª Asturfútbol se decidirá en una eliminatoria a doble partido entre el mejor clasificado de cada grupo:
- Peor 1.º - Mejor 1.º (19 de mayo) y Mejor 1.º - Peor 1.º (26 de mayo).

## Historia
Anteriormente se denominó:
- Segunda Regional Preferente (1973-1978)
- Primera Regional (1978-2022)
- Segunda RFFPA (2022-2023)

Hasta la temporada 2004-05 existió un grupo único; sin embargo, desde la campaña 2005-06 la liga consiste en dos grupos de dieciocho equipos cada uno, distribuidos por criterios geográficos. 
Durante la pandemia del COVID-19, la temporada 2019-20 no pudo finalizarse y no hubo descensos de categoría; la siguiente temporada se dividiría en 8 subgrupos, que para la 2021-22 quedarían en tres. En la campaña 2022-23 se volvería al formato habitual.

## Temporada 2023-24
| Ascensos y descensos de la temporada 2022-23 |
| --- |
| Entradas: C. D. Tineo, U. P. de Langreo "B" y C. D. Lealtad de Villaviciosa "B" descienden desde Primera RFFPA. Triple A Gijón, Rosal C. F., C. D. San Jorge, Navia C. F., Argüero C. F., Barcia C. F. "B", La Manjoya, Condal Club "B", G. D. Bosco, C. D. Santa Marina de Mieres y Fabril C. D. ascienden desde Tercera RFFPA. Salidas: Club Siero, La Fresneda, C. D. Muros Balompié, C. Asturias de Blimea, Racing de La Guía y Unión Comercial C. F. ascienden a Primera Asturfútbol. Real Tapia, Atlético de Siero, C. D. Raíces, Celtic de Puerto F. C., U. D. Llanera "B" y Canicas Ath. C. descienden a Tercera Asturfútbol. |

### Equipos participantes 2023-24
| Club                              | Campo                       | Fundación | Localidad     | Concejo      | Temp. en 3.ª |
| --------------------------------- | --------------------------- | --------- | ------------- | ------------ | ------------ |
| A. D. Ribadedeva                  | La Peña                     | 1978      | Colombres     | Ribadedeva   | 1            |
| Argüero C. F.                     | Valdés                      | 1970      | Argüero       | Villaviciosa | 0            |
| C. Europa de Nava                 | Municipal de Nava           | 1940      | Nava          | Nava         | 12           |
| C. D. Grujoan                     | Luis Oliver                 | 1960      | Oviedo        | Oviedo       | 0            |
| C. D. Lealtad de Villaviciosa "B" | Nuevo Villazón              | 2014      | Villaviciosa  | Villaviciosa | 0            |
| C. D. San Jorge                   | Ereba-1                     | 1949      | Nueva         | Llanes       | 0            |
| C. D. Santa Marina de Mieres      | Santa Bárbara               | 2017      | Mieres        | Mieres       | 0            |
| C. D. Turón                       | La Bárzana                  | 1925      | Turón         | Mieres       | 47           |
| La Madalena de Morcín C. F.       | Santa Eulalia               | 2007      | Santa Eulalia | Morcín       | 1            |
| La Manjoya                        | La Pixarra                  | 2000      | Manjoya       | Oviedo       | 0            |
| Nalón C. F.                       | Fumea Lolo Rodríguez        | 1996      | Olloniego     | Oviedo       | 3            |
| Pumarín C. F.                     | Luis Oliver                 | 1981      | Oviedo        | Oviedo       | 19           |
| Quintueles C. F.                  | Les Mariñes                 | 1974      | Quintueles    | Villaviciosa | 0            |
| Real Juvencia                     | Quintana                    | 1923      | Trubia        | Oviedo       | 14           |
| Ribadesella C. F.                 | Oreyana                     | 1949      | Ribadesella   | Ribadesella  | 22           |
| Rosal C. F.                       | La Pixarra                  | 1949      | Oviedo        | Oviedo       | 0            |
| U. D. San Claudio                 | José Ramón Suárez Fernández | 1967      | San Claudio   | Oviedo       | 1            |
| U. P. de Langreo "B"              | Nuevo Ganzábal              | 2015      | La Felguera   | Langreo      | 1            |

| Club                       | Campo                                  | Fundación | Localidad           | Concejo           | Temp. en 3.ª |
| -------------------------- | -------------------------------------- | --------- | ------------------- | ----------------- | ------------ |
| Barcia C. F. "B"           | San Sebastián                          | 2021      | Barcia              | Valdés            | 0            |
| C. Hispano de Castrillón   | La Ferrota                             | 1950      | Piedras Blancas     | Castrillón        | 21           |
| C. D. Manuel Rubio         | Los Pericones                          | 1981      | Gijón               | Gijón             | 0            |
| C. D. Tineo                | Municipal de Tineo                     | 1965      | Tineo               | Tineo             | 2            |
| C. D. Treviense            | San Miguel de Trevías                  | 1931      | Trevías             | Valdés            | 0            |
| Codema                     | El Claret                              | 2014      | Gijón               | Gijón             | 0            |
| Condal Club "B"            | José Isidoro García Nicieza, "Güelito" | 2018      | Noreña              | Noreña            | 0            |
| Fabril C. D.               | Santa Cruz                             | 2021      | Gijón               | Gijón             | 0            |
| Gozón C. F.                | Balbín                                 | 2005      | Luanco              | Gozón             | 0            |
| G. D. Bosco                | Santo Domingo                          | 2007      | Avilés              | Avilés            | 0            |
| Navia C. F.                | El Pardo                               | 1960      | Navia               | Navia             | 18           |
| Podes C. F.                | Builla                                 | 1991      | San Martín de Podes | Gozón             | 0            |
| Puerto de Vega C. F.       | El Campón                              | 2007      | Puerto de Vega      | Navia             | 0            |
| S. D. Narcea               | El Reguerón                            | 1964      | Cangas del Narcea   | Cangas del Narcea | 6            |
| S. D. Atlético Camocha     | Municipal de Vega                      | 1973      | La Camocha (Vega)   | Gijón             | 5            |
| Salas C. D.                | El Zaguán                              | 1992      | Salas               | Salas             | 0            |
| Siderúrgico Llaranes C. F. | La Toba 2-Jesús Castro                 | 2021      | Avilés              | Avilés            | 0            |
| Triple A Gijón             | Colegio Inmaculada                     | 2020      | Gijón               | Gijón             | 0            |

Fuente: Federación Asturiana de Fútbol Archivado el 6 de febrero de 2015 en Wayback Machine.